# 吸血鬼日记 (第一季)
《吸血鬼日记》第一季, 美国超自然电视剧，由Kevin Williamson根据L.J. Smith的同名小说改编而成，第一季在CW电视台播放(2009年9月10日-2010年5月13日)，本季一共22集。

第一季于2009年9月10日於CW电视台首播後，成为自2006年CW电视台成立以来新剧首播吸引观众人数最多的剧集。由於此劇的卓越表現，所以在同年10月21日CW即決定預訂全季22集。

## 简介
四個月前的一場車禍，使17歲的趙伊蘭和15歲的趙志樂兩姐弟變成了孤兒。兩人寄宿在珍娜姨媽家，雖然珍娜看上去不近人情，但卻用盡心思想做好代理父母。曾經漂亮、聰明、人見人愛的優等生伊蘭，如今卻努力在她自己的社交圈：死黨邦妮、隊友霍嘉麗和前男友唐明德那兒尋求安慰。但是志樂卻成天和癮君子混在一起，試圖用毒品來逃避現實，而馬特的姐姐唐慧琪拒絕他轉投死對頭陸泰萊的懷抱，對志樂來說更是雪上加霜。
開學後，伊蘭和她的姐妹們對帥氣神秘的新生施迪勳產生了興趣，而迪勳和伊蘭也迅速墜入愛河，儘管迪勳詭異的行為引起了伊蘭的懷疑，不過她沒有想到迪勳其實是150多岁的吸血鬼。在一個篝火晚會上，慧琪遭不明生物襲擊，脖子上留下了駭人的啃咬痕跡，而這一切僅僅是一個開始。
為了調查真相，迪勳找了15年未見的吸血鬼哥哥施迪文。在一個世紀前，他們曾為了一個女人而反目成仇，而伊蘭跟那個女人有著驚人的相似，於是一正一邪的兩兄弟再次為了爭奪伊蘭以及她朋友們的靈魂，而展開激烈對決。

## 主要演员
- 妮娜·杜波夫 飾 艾琳娜·吉爾伯特（Elena Gilbert）、凱瑟琳·皮爾斯（Katherine Pierce）( Katherine Petrova )
- 保羅·韋斯利 飾 斯特凡·薩爾瓦多（Stefan Salvatore）
- 伊恩·萨默海尔德 飾 達蒙·薩爾瓦多（Damon Salvatore）
- 史蒂芬·麦昆（英语：Steven R. McQueen） 飾 杰里米·吉爾伯特（Jeremy Gilbert）
- 卡特琳娜·格兰厄姆 飾 邦妮·班尼詩（Bonnie Bennett）
- 坎迪丝·阿科拉 飾 卡洛琳·福布斯（Caroline Forbes）
- 扎克·羅里格 飾 馬特·多諾萬（Matt Donovan）
- 馬修·戴維斯 飾 阿拉里克（Alaric Saltzman）
- 邁克爾·特維諾 飾 泰勒·洛克伍德（Tylor Lockwood）
- 莎拉·砍宁（英语：Sara Canning） 飾 珍娜·索莫斯 (Jenna Sommers)
- 凯拉·尤厄尔（英语：Kayla Ewell） 飾 薇姬·多諾萬（Vicki Donovan）

## 剧情
在1864年美國南北戰爭時期．迷離瀑布(Mystic Falls)上出現了一群的吸血鬼，最後一群吸血鬼被打入教堂燒死。
2009年，在1864年變成吸血鬼的Stefan Salvatore因為一個女孩Elena Gilbert而重返Mystic Falls，緊隨其後的是其哥哥Damon Salvatore，而Damon的表面目的看來似乎是爲了傷害Stefan，他連接傷害鎮上的人。Stefan之所以為這女孩而重返，則因為Elena與他的前女友Katherine Piece極為相像，而他之所以發現是因為他在2009年5月23日重返Mystic Falls時，Elena父母的車墮入河中，救出了當時還昏迷的Elena。
在與Elena接觸認識後，二人墮入愛河。但Elena發現Stefan是吸血鬼，最初不能接受，經過一段時間後才漸漸接受。Stefan告訴Elena，Damon和他都喜歡Katherine。為了可以永遠佔有他們二人，Katherine控制他們倆並將他和Damon轉化為吸血鬼。可以得知Katherine是一個自私的女孩。
Stefan透露他並不愛Katherine，只是被她控制，但Damon卻十分迷戀Katherine。其後，Damon為了報復Stefan把Katherine監禁，把Vicki轉化成了吸血鬼，Vicki無法控制自己吸人血的欲望，試圖傷害Jeremy，Stefan只好將她殺死。而Damon將Jeremy的記憶抹掉。
原來Emily的水晶將27隻吸血鬼封印在教堂底下古墓裡，Damon回來Mystic Falls的原因是將被封印在教堂底下古墓裡的27隻吸血鬼釋放，並且拯救Katherine，但Bonnie（被Emily附身）卻破壞了水晶，差點死在Damon手下，幸好Stefan給Bonnie他的血喝，讓Bonnie的傷口癒合。(吸血鬼的血可以讓傷口癒合)
Elena發現自己與Katherine極為相像，認為Stefan只是當她是Katherine的化身。Stefan向Elena坦承一開始自己的確是被她的外貌吸引，但其後不斷去瞭解學習關於她的所有，愛上真正的她。Elena亦得知自己是被領養的，可能和Katherine有關係。
Jenna(Jeremy和Elena的阿姨)幫Elena找到關於其生母Isobel的一點資料，幾經調查後，發現竟然就是Alaric Saltzman(Jeremy新的歷史老師)的妻子Isobel Flemming。而Damon則是Elena的殺母兇手。但Damon說是Isobel要他將她轉化為吸血鬼。
另外一個方法進入墓地就是解開Emily留下的魔法書所記載的封印，而魔法書的位置則記載於Elena的祖先Jonathan Gilbert的日記之中，亦因此這本日記成了吸血鬼們以及要研究吸血鬼的歷史老師Alaric Saltzman的爭奪對象，而Jeremy則將該日記交給了Alaric手中，而在Alaric做了個拷貝後，卻被化名Anna，真名Annabelle的女吸血鬼所偷走，而她亦一直假裝並成為Jeremy的女友，她奪得日記後，亦與Damon撞上，兩人都希望打開古墓，Damon以為Katherine被關在古墓裏，而Anna的母親Paerl也真的被關在古墓裏，所以Damon和Anna都想開啟古墓。
為了實現目的，Anna將Jeremy的前任老師Lockwood、Matt的好友，前美國足球隊員Ben都轉化成了吸血鬼。而Damon則將Stefan的好友吸血鬼Lexi殺死。與Damon目的類似，Anna則要將她母親Pearl（27隻吸血鬼之一，曾與Jonathan相戀）救出。Damon恨Stefan是因為Stefan令到Katherine被捉，但他說是因為Katherine不只轉化他為吸血鬼，而且还轉化了Stefan。
Damon進了墓穴後，發現Katherine不在裡面，原來Katherine早就逃出墓穴，根本沒有關過在古墓裏，Katherine並且知道Damon一直在等她，但她卻毫不在乎。Anna則是救出了她的母親Pearl，而Bonnie的祖母亦因開啟古墓而透支過度，最後過世。
為了重新奪回Mystic Falls，Pearl積極聯合其他逃出墓穴的吸血鬼，同一時間，Jeremy亦終於發現了Anna是吸血鬼的真相，甚至要Anna將他轉化為吸血鬼。Anna在經過一番問說後最終得知Jeremy是因為Vicki是吸血鬼，所以欲變成吸血鬼與Viki重聚，但Jeremy最後還是選擇了和Anna一起，而Pearl亦都知道並且因家仇關係而反對二人交往。
Stefan因外出取动物血而遇上Pearl的手下因為報仇而擅自行動，最後被困，而Damon則為了救贖兄弟而破天荒與Alaric 合作拯救Stefan。Elena為了救Stefan，讓他吸她的血。及後，Caroline因為意外而發現了Vicki的屍體，從而令所有人都知道Vicki已死。
而Elena和Jeremy的叔叔John Gilbert亦回到小鎮上。他十分熟悉吸血鬼，並且知道Damon，Stefan和Pearl等吸血鬼的身份。他認為Pearl偷了Jonathan發明的一樣武器，並威脅Damon幫忙，否則會透露他的身份。根據他威脅Damon的內容，似乎認識Katherine及Isobel。
Stefan吸了Elena的血後，不能再控制自己吸人血的欲望。他偷了一大箱血，而且性情大變。當Damon告訴Elena Stefan開始無法控制吸血真相後，Stefan失控且吸了一個女孩Amber的血。而Pearl則將Johnathan發明的武器給了Damon。而逃出墓穴的吸血鬼則離開了Mystic Falls。
Elena和Damon合作監禁Stefan，（是因為想幫助Stefan）Stefan則為自己的失控後悔，企图將自己餓死。Elena亦得知Damon和Stefan轉化為吸血鬼的過程，Damon自願成為吸血鬼，但Stefan卻不知情。John得知Pearl將Jonathan發明的武器給了Damon，並且殺了她。
Isobel以吸血鬼的身份約見Alaric，並威脅他要約見Elena，如果不是就逐一殺死Mystic Falls的每一個人。其實Isobel一直幫助Katherine，今次回來的原因並不是因為Elena，而是因為要取得Johnathan發明的武器。Isobel變得毫無人性，心狠手辣。
Isobel還威脅Elena，叫她向Damon取得Johnathan發明的武器，如果不是就逐一殺死Elena身邊的所有人。Isobel之所以叫Elena向Damon取得武器，因為Isobel知道Damon愛上Elena。Isobel捉了Jeremy，得到殺Jonathan發明的武器。Isobel用吸血鬼獨有的摧眠術消除了Alaric對她的記憶，並表示是真心愛他的。
Stefan因為Isobel說Damon愛上Elena而吃醋。亦對Damon說Elena並不是Katherine，而且歷史不會像Katherine一樣重現。Damon從John與Isobel的關係推斷John是Elena的生父，而這點從Isobel和John對話被證實。Damon和Stefan。Bonnie欺騙了Elena，她並沒有消除Jonathan發明的武器的魔咒。
全鎮的人都為創始日而準備。Anna希望能轉化Jeremy為吸血鬼，並和他一起離開Mystic Falls，但Jeremy卻不想。
墓穴的吸血鬼準備在放煙火時殺死創始人家族，John和市長計劃利用Jonathan發明的武器把吸血鬼一網打盡，原來Jonathan發明的武器可以發出只有吸血鬼才能聽到的噪音，並會頭痛得十分厲害，從而分辨谁是吸血鬼，然後注射馬鞭草，再帶他們到屋子燒死。Jonathan發明的武器卻只能維持5分鐘。
Anna告訴了Damon這件事，Damon以為Jonathan發明的武器已經失去作用，直接去阻止John。正好John準備使用Jonathan發明的武器，Damon受到影響，John乘機注射馬鞭草。而其他吸血鬼亦受到影響，十分痛苦，Stefan差點被捉，Anna則被捉去且被John殺死。
但是部分不是吸血鬼的人都受到Jonathan發明的武器噪音的影響，市長被以為是吸血鬼，被捉去燒死。而市長的兒子Tyler則因為受到影響，發生車禍。Stefan和Elena試圖拯救Damon，John阻止Elena，從而得知Elena已經知道他是她的父親。Stefan得到Bonnie的幫助，成功拯救Damon。Bonnie警告Stefan如果Damon傷害無辜的人，她不會再手下留情。
Damon吻了「Elena」後，有種奇怪的感覺。Jeremy得知Anna的死，於是用了Anna給她的血和過量的藥，希望成為吸血鬼，令自己不再痛苦。「Elena」到了John的屋子，John解釋和Isobel的事。「Elena」突然斬斷John的手指（戴着John的保護戒指）和刺死了他。在John死亡的前一刻，他意識到「Elena」其實是Katherine。
真正的Elena回到家，她聽到一些聲音，走向前面……
(第一季完)

## 集数列表
| 总集数 | 集数 | 标题                        | 导演             | 编剧                                                                  | 首播日期       | 制作代码 | 美国收视人数 (单位：百万) |
| ------ | ---- | --------------------------- | ---------------- | --------------------------------------------------------------------- | -------------- | -------- | ------------------------- |
| 1      | 1    | Pilot                       | Marcos Siega     | Teleplay by: Kevin Williamson & Julie Plec                            | 2009年9月10日  | 296766   | 4.91                      |
| 2      | 2    | The Night of the Comet      | Marcos Siega     | Kevin Williamson & Julie Plec                                         | 2009年9月17日  | 2J5001   | 3.78                      |
| 3      | 3    | Friday Night Bites          | John Dahl        | Barbie Kligman & Bryan M. Holdman                                     | 2009年9月24日  | 2J5002   | 3.81                      |
| 4      | 4    | Family Ties                 | Guy Ferland      | Andrew Kreisberg & Brian Young                                        | 2009年10月1日  | 2J5003   | 3.53                      |
| 5      | 5    | You're Undead to Me         | Kevin Bray       | Sean Reycraft & Gabrielle Stanton                                     | 2009年10月8日  | 2J5004   | 3.52                      |
| 6      | 6    | Lost Girls                  | Marcos Siega     | Kevin Williamson & Julie Plec                                         | 2009年10月15日 | 2J5005   | 3.88                      |
| 7      | 7    | Haunted                     | Ernest Dickerson | Teleplay by: Kevin Williamson & Julie Plec Story by: Andrew Kreisberg | 2009年10月29日 | 2J5006   | 4.18                      |
| 8      | 8    | 162 Candles                 | Rick Bota        | Barbie Kligman & Gabrielle Stanton                                    | 2009年11月5日  | 2J5007   | 4.09                      |
| 9      | 9    | History Repeating           | Marcos Siega     | Bryan M. Holdman & Brian Young                                        | 2009年11月12日 | 2J5008   | 4.10                      |
| 10     | 10   | The Turning Point           | J. Miller Tobin  | Kevin Williamson & Julie Plec & Barbie Kligman                        | 2009年11月19日 | 2J5009   | 3.57                      |
| 11     | 11   | Bloodlines                  | David Barrett    | Teleplay by: Kevin Williamson & Julie Plec Story by: Sean Reycraft    | 2010年1月21日  | 2J5010   | 3.68                      |
| 12     | 12   | Unpleasantville             | Liz Friedlander  | Barbie Kligman & Brian Young                                          | 2010年1月28日  | 2J5011   | 3.71                      |
| 13     | 13   | Children of the Damned      | Marcos Siega     | Kevin Williamson & Julie Plec                                         | 2010年2月4日   | 2J5012   | 3.99                      |
| 14     | 14   | Fool Me Once                | Marcos Siega     | Brett Conrad                                                          | 2010年2月11日  | 2J5013   | 3.51                      |
| 15     | 15   | A Few Good Men              | Joshua Butler    | Brian Young                                                           | 2010年3月25日  | 2J5014   | 3.33                      |
| 16     | 16   | There Goes the Neighborhood | Kevin Bray       | Bryan Oh & Andrew Chambliss                                           | 2010年4月1日   | 2J5015   | 2.80                      |
| 17     | 17   | Let the Right One In        | Dennis Smith     | Teleplay by: Julie Plec Story by: Brian Young                         | 2010年4月8日   | 2J5016   | 3.48                      |
| 18     | 18   | Under Control               | David Von Ancken | Barbie Kligman & Andrew Chambliss                                     | 2010年4月15日  | 2J5017   | 3.15                      |
| 19     | 19   | Miss Mystic Falls           | Marcos Siega     | Bryan Oh & Caroline Dries                                             | 2010年4月22日  | 2J5018   | 3.33                      |
| 20     | 20   | Blood Brothers              | Liz Friedlander  | Kevin Williamson & Julie Plec                                         | 2010年4月29日  | 2J5019   | 3.39                      |
| 21     | 21   | Isobel                      | J. Miller Tobin  | Caroline Dries & Brian Young                                          | 2010年5月6日   | 2J5020   | 3.31                      |
| 22     | 22   | Founder's Day               | Marcos Siega     | Bryan Oh & Andrew Chambliss                                           | 2010年5月13日  | 2J5021   | 3.47                      |

## 注解
1. ↑  . Los Angeles Times. January 21, 2010  [2010-02-08]. （原始内容存档于2020-10-30）.
2. ↑  Schneider, Michael. . Variety. October 21, 2009  [2009-10-20]. （原始内容存档于2015-01-09）.
3. ↑  官方設定薇姬是馬特的older sister，且設定馬特1993年生，薇姬1991年生。
4. ↑  Seidman, Robert. . TV by the Numbers. September 11, 2009  [October 4, 2010]. （原始内容存档于2009-09-13）.
5. ↑  . TV by the Numbers.   [2011-08-17]. （原始内容存档于2009-09-25）.
6. ↑  . TV by the Numbers.   [2009-09-26]. （原始内容存档于2009-09-28）.
7. ↑  Calabria, Rosario. . Your Entertainment Now. October 9, 2010  [November 15, 2010]. （原始内容存档于2011-04-21）.
8. ↑  . TV by the Numbers.   [2011-08-17]. （原始内容存档于2009-10-11）.
9. ↑  . TV by the Numbers.   [2011-08-17]. （原始内容存档于2010-05-29）.
10. ↑  . TV by the Numbers.   [2011-08-17]. （原始内容存档于2009-11-02）.
11. ↑  . TV by the Numbers.   [2011-08-17]. （原始内容存档于2009-11-09）.
12. ↑  . TV by the Numbers.   [2011-08-17]. （原始内容存档于2009-11-15）.
13. ↑  . TVByTheNumbers.   [2011-08-17]. （原始内容存档于2009-11-23）.
14. ↑  Calabria, Rosario. . Your Entertainment Now. January 29, 2010  [November 15, 2010]. （原始内容存档于2011-04-20）.
15. ↑  , TVbythenumbers,   [February 18, 2010], （原始内容存档于2010-02-21）
16. ↑  Gorman, Bill. . TV By The Numbers. February 5, 2010  [April 5, 2010]. （原始内容存档于2011-09-10）.
17. ↑  Gorman. . TV by the Numbers. February 12, 2010  [2010-02-12]. （原始内容存档于2010-02-16）.
18. ↑  . TVbytheNumbers.com. 25 March 2010  [2010-06-15]. （原始内容存档于2010-03-28）.
19. ↑  . TVbytheNumbers.com.   [2010-06-15]. （原始内容存档于2010-04-07）.
20. ↑  . TVbytheNumbers.com. 9 April 2010  [2010-06-15]. （原始内容存档于2010-04-13）.
21. ↑  . TVbytheNumbers.com. 16 April 2010  [2010-06-15]. （原始内容存档于2010-04-18）.
22. ↑  . TVbytheNumbers.com. 23 April 2010  [2010-06-15]. （原始内容存档于2010-04-26）.
23. ↑  . TV By The Numbers. April 30, 2010  [2010-04-30]. （原始内容存档于2010-05-03）.
24. ↑  Seidman, Robert. . TV By The Numbers. May 7, 2010  [May 7, 2010]. （原始内容存档于2010-05-10）.
25. ↑  Seidman, Robert. . TV By The Numbers. May 14, 2010  [May 14, 2010]. （原始内容存档于2010-05-18）.